# Estação Hospital (SITVA)
A Estação Hospital é uma das estações do Metrô de Medellín, situada em Medellín, entre a Estação Universidad e a Estação Prado. Administrada pela Empresa de Transporte Masivo del Valle de Aburrá Limitada (ETMVA), faz parte da Linha A.
Foi inaugurada em 30 de novembro de 1995. Localiza-se no cruzamento da Carrera 51 com a Rua 67. Atende o bairro Sevilla, situado na comuna de Aranjuez.
A estação recebeu esse nome por estar situada próxima a um complexo hospitalar, parte do Hospital Universitario San Vicente de Paúl.

## Localização
A estação se encontra na parte centro-oriental do município de Medellín. Possui uma ponte que leva a entrada do Hospital Universitario San Vicente de Paúl. À noroeste da estação, se encontra o Museu Cemitério San Pedro.